# گزارش‌های تروریسم در کشورها
گزارش‌های مربوط به تروریسم در کشورها (انگلیسی: Country Reports on Terrorism) گزارش سالانه ای است که توسط وزارت امور خارجه ایالات متحده منتشر شده‌است. در سال ۲۰۰۵، این طرح با گزارش الگوهای تروریسم جهانی که از سال ۱۹۸۵ منتشر می‌شود جایگزین شد.
این گزارش در مطابقت با ماده ۲۲، بخش ۲۶۵۶ (f) مجموعه قوانین ایالات متحده منتشر شده‌است. این امر مستلزم آن است که وزیر امور خارجه گزارش سالانه مربوط تروریسم را به کنگره ارسال کند.

## تاریخچه
در آوریل ۲۰۰۴ هنگامی که گزارش‌های مربوط به تروریسم جهانی سال ۲۰۰۳ منتشر شد، خطاهای زیادی در آن به چشم می‌خورد. این گزارش شامل تمام حملات تروریستی سال گذشته از جمله بمب‌گذاری‌های استانبول و عراق نمی‌شد و آمارهای تروریسم نیز کمتر از آمار حملات تروریستی بود که بوقوع پیوسته بود.
در پاسخ به این انتقاد، وزارت امور خارجه در ژوئن ۲۰۰۴ گزارش تجدید نظر را منتشر کرد و بسیاری از خطاها را اصلاح نمود. با این حال، این برای متقاعد کردن منتقدان که بر این عقیده بودند وزارت امور خارجه، عامدانه اطلاعاتی را که حاکی از عدم موفقیت در جنگ علیه تروریسم بوده کنار گذاشته، کافی نبود.
در آوریل ۲۰۰۵، زمانی که گزارش الگوهای تروریسم جهانی مربوط به سال ۲۰۰۴ منتشر شد وزارت خارجه آمریکا اعلام کرد که از گزارش قبلی خلاص شده و آنرا با گزارش‌های در مورد تروریسم در کشورها جایگزین کرده‌است. دلیل قانونی این بود که شیوه قبلی جمع‌آوری اطلاعات منسوخ شده و گزارش جدید، شیوه بهتری از جمع‌آوری اطلاعات را به تصویر می‌کشید.

## خلاصه
گزارش‌های در مورد تروریسم در کشورها مانند گزارش قبلی، هیچ گونه آمار و ارقام مربوط به تروریسم را ارائه نمی‌دهد. صرفاً از چند فصل تشکیل شده و با یک کشور سر و کار دارد. هر گونه پیشرفت، در گرو جنگ با تروریسم است.
با این حال، گزارش جداگانه منتشر شده توسط مرکز ملی مبارزه با تروریسم، یک دوره زمانی از «رویدادهای مهم تروریستی» را ارائه داد؛ چیزی که در گزارش‌های تروریسم در کشورها به تصویر کشیده نشده بود. در این گزارش آمده‌است که ۶۵۱ حمله «قابل توجه» در سال ۲۰۰۴ صورت گرفته که باعث کشته شدن ۱۹۰۷ نفر و زخمی شدن حدود ۸۰۰۰ تن شده‌است. این ارقام بالاترین رقم موجود در ۲۱ سال گذشته بود که از اطلاعات مربوط به تروریسم جمع‌آوری شده‌است.
در سال ۲۰۰۵، گزارش مرکز ملی مبارزه با تروریسم وابسته به تروریسم در کشورها، شامل یک ضمیمه آماری بود که بر اساس آن، ۱۱٫۱۱۱ حمله تروریستی در سال ۲۰۰۵ صورت گرفته که از این تعداد، ۳۴۷۴ مورد آن در عراق و ۴۸۹ مورد دیگر در افغانستان رخ داده‌است.